# 와우아파트
와우아파트는 1969년 서울특별시가 서울특별시 마포구 창전동에 세웠던 아파트다. 1969년 6월 26일 착공해 6개월 만인 12월 26일 준공했다. 이 사건으로 서른 명이 넘는 시민들이 사망했다. 이 사건을 두고 조영남이 기존의 노래에 가사를 바꿔 불렀는데 "와우아파트 무너지는 소리에~" 라고. 이 공연으로 조영남은 서울시의 미움을 타서, 공연 다음날, 곧장 군대에 강제 입대하게 된다.

## 역사
1968년 12월 3일, 대대적인 시민아파트 건립 계획이 발표되고, 1969년 1년동안 32개 지구에 406동 1만 5,840가구 분의 아파트를 건립했다. 1970년 4월 8일 와우아파트 붕괴 사고가 일어났다. 이후 와우아파트는 역사 속으로 사라졌고 와우공원이 조성되었다.

## 같이 보기
- 마포아파트 (1962년 12월 1일 준공, 1991년 3월 28일 철거)